# Силициды иттрия
Силициды иттрия — бинарные неорганические соединение 
металла иттрия и кремния с формулой YxSiy.

## Получение
- Синтез из стехиометрических количеств чистых веществ:

{\displaystyle {\mathsf {Y+Si\ {\xrightarrow {T}}\ YSi}}}

## Физические свойства
Известно несколько силицидов иттрия:
- Y5Si3 — гексагональная сингония, параметры ячейки a = 0,8418 нм, c = 0,6337 нм.
- Y5Si4 — структура не установлена.
- YSi — ромбическая сингония, параметры ячейки a = 0,4257 нм, b = 1,0527 нм, c = 0,3839 нм.
- α-Y3Si5 — гексагональная сингония, параметры ячейки a = 0,3836 нм, c = 0,4139 нм.
- β-Y3Si5 — ромбическая сингония, параметры ячейки a = 0,4052 нм, b = 0,3954 нм, c = 1,3360 нм.
- α-YSi2 — ромбическая сингония, параметры ячейки a = 0,404 нм, b = 0,395 нм, c = 1,323 нм.
- β-YSi2 — тетрагональная сингония, параметры ячейки a = 0,404 нм, c = 1,342 нм.